# Poliana Okimoto
Poliana Okimoto (San Paolo, 8 marzo 1983) è un'ex nuotatrice brasiliana, specializzata nel nuoto di fondo.

## Carriera
Di origini giapponesi, ha partecipato a tre edizioni dei Giochi olimpici estivi (2008, 2012, 2016) conquistando una medaglia a Rio de Janeiro nel 2016.

## Palmarès
- Giochi olimpici

Rio de Janeiro 2016: bronzo nella 10 km.
- Mondiali

Roma 2009: bronzo nella 5 km.
Barcellona 2013: oro nella 10 km, argento nella 5 km e bronzo nella 5 km a squadre.
- Mondiali in acque libere

Napoli 2006: argento nella 5 km e nella 10 km.
- Giochi panamericani

Rio de Janeiro 2007: argento nella 10 km.
Guadalajara 2011: argento nella 10 km.
- Vincitrice della Coppa del Mondo di nuoto di fondo nel 2009.

## Riconoscimenti
- Atleta dell'anno FINA: 2013
- Open Water Swimmer of the Year: 2013